# Убийство Оксаны Аплекаевой
Убийство Оксаны Аплекаевой — преступление, произошедшее в Москве в конце августа 2008 года. Девушка пропала без вести 29 августа, а в начале сентября её подруга и родственники забили тревогу. Тело модели со следами удушения было обнаружено водителями-дальнобойщиками в Истринском районе на обочине 50-го километра автотрассы Москва-Рига. Дело об убийстве девушки получило общественный резонанс после того, как в результате расследования было установлено, что Аплекаева могла быть причастна к бизнесу по оказанию эскорт-услуг для обеспеченных людей и имела компромат на многих известных личностей, среди которых были крупные бизнесмены, звёзды шоу-бизнеса и предполагаемые криминальные авторитеты. В последующие годы личность убийцы Оксаны Аплекаевой так и не была установлена.

## Биография Оксаны Аплекаевой
Оксана Аплекаева родилась 12 июня 1977 года в городе Уфе, Башкортостан. Имела двух сестёр. Отец Аплекаевой работал в правоохранительных органах и воспитывал детей в строгости. Оксана Аплекаева училась в частной финансово-экономической школе по специальности бухгалтер-экономист, которую окончила в середине 1990-х годов, однако по специальности в дальнейшие годы она не работала. Сменив несколько профессий и мест работы, в 2003 году Аплекаева покинула Уфу и переехала в Москву, где вскоре нашла жильё и работу косметолога—консультанта в одном из магазинов сети «Арбат Престиж». В 2005 году Аплекаева получила известность после того, как стала участницей реалити—шоу «Дом-2». Она участвовала в проекте 75 дней с 18 марта по 2 июня 2005 года и запомнилась зрителям и участникам проекта порядочностью и нежеланием участвовать в явных и скрытых конфронтациях, что противоречило традиции, сложившейся на проекте. Согласно одной из версий, вследствие этого продюсеры решили удалить Аплекаеву из проекта, так как её участие не привлекало внимание телезрителей — ни положительными, ни отрицательными моментами, что привело к понижению рейтинга телепередачи. Косвенно эту версию подтвердила Ольга Бузова, которая считалась близкой подругой Аплекаевой на реалити-шоу, заявив, что Оксана не курила, не пила и про неё не ходило сплетен. После ухода из телепроекта Оксана получила ряд предложений о продолжении карьеры в модельном бизнесе, после чего получила работу в модельном агентстве «Expo Style», руководила проектами в журнале «Animal Style», принимала участие в конкурсе Miss MAXIM 2008 и даже вошла в сотню первых красавиц. Помимо этого, Аплекаева в этот период начала изучать актёрское мастерство. Она снялась в эпизодах сериалов «Детективы» и «Сваха». В качестве статиста девушка участвовала в съёмках программ «Бла-бла-шоу» на телеканале РЕН ТВ, «Федеральный судья», «Comedy Club». Ряд СМИ приписывали Оксане роман с известным теннисистом Маратом Сафиным. Но существование романа ставилось под сомнение, поскольку Сафин в это время жил за границей. В августе 2008 года Оксана Аплекаева получила предложение поработать моделью в «Московском международном автосалоне».

## Убийство
29 августа 2008 года Аплекаева работала на Московском международном автомобильном салоне. В тот день с ней пытались завязать знакомство несколько мужчин из числа посетителей. Вечером того же дня Оксана вышла из здания «Крокус Экспо», села на мотоцикл к неизвестному мужчине и уехала, после чего пропала без вести. Когда она перестала отвечать на телефонные звонки родственников и своей соседки по квартире, родная сестра Аплекаевой Олеся выехала вместе с мужем в Москву, где они начали самостоятельные поиски девушки. Опросив сотрудников, работавших в здании «Крокус Экспо», и установив подробности последнего рабочего дня Аплекаевой, её сестра, не сумев установить её местонахождение, написала заявление в милицию. Тело девушки было обнаружено на 50-м километре автотрассы Москва-Рига водителями-дальнобойщиками. По результатам судебно-медицинской экспертизы было установлено, что Аплекаева была задушена. Так как никаких документов у погибшей при обнаружении не оказалось, долгое время она значилась как неопознанная и была идентифицирована только лишь 8 сентября 2008 года. В связи с обнаружением её трупа следственным отделом СКП РФ по городу Истра было возбуждено уголовное дело по статье 105 УК РФ (убийство). При обнаружении тела Аплекаевой видимых следов борьбы на месте происшествия найдено не было, в связи с чем следствие выдвинуло версию о том, что девушка была убита в другом месте, а на обочину трассы был выброшен уже труп. В ходе предварительного расследования, милиция опросила родных девушки и людей, которые считались её близкими друзьями, после чего в ведомстве заявили, что предварительной версией убийства является месть одного из её бывших любовников, которого она заразила венерическим заболеванием. Соответствующие угрозы следовали от неизвестного молодого человека, которые он оставлял на личной странице Аплекаевой в социальной сети «Одноклассники». Неизвестный утверждал, что Аплекаева заразила его венерической болезнью, и обвинял её в занятии проституцией. После обнаружения трупа и огласки этого дела неизвестный удалил свой аккаунт, и его личность впоследствии установить не удалось. В это же время ряд сотрудников автосалона, на котором работала погибшая, заявили, что уже от трёх до восьми моделей, не считая убитой Аплекаевой, из числа их сослуживцев пропали без вести, а потом были найдены мёртвыми. Несмотря на то, что организаторы выставки никак не комментировали эту ситуацию и не давали никаких официальных заявлений о пропаже девушек, в последующие дни следственной группой милиции было начато расследование на территории «Крокус-Экспо», в связи с чем в дальнейшем появилась версия о существовании серийного убийцы, который выбирал в качестве жертв молодых девушек модельной внешности, однако впоследствии эта версия не получила подтверждения.

## Расследование
В течение месяца после убийства девушки следствие по результатам опроса свидетелей детально восстановило события последнего дня жизни модели и установило, что после исчезновения Аплекаева посетила некое мероприятие, на котором, по версии следствия, и произошло убийство. Однако место проведения вечеринки и состав её участников так и не был выяснен. Так было установлено, что 26 августа 2008 года во время выставки Оксана познакомилась с генеральным директором одной из московских фирм по имени Алексей и его заместителем Михаилом. После установления их личностей оба мужчины вскоре стали подозреваемыми и были вызваны на допрос. На допросах Алексей доказал свою непричастность к убийству девушки, предоставив доказательства, согласно которым он вскоре после знакомства с Оксаной уехал из столицы по делам и вернулся уже после её гибели. Его алиби было подтверждено, вследствие чего он был исключён из числа подозреваемых. Второй подозреваемый по имени Михаил на допросах вынужденно признал тот факт, что он действительно встречался с Оксаной в день её гибели и являлся тем самым владельцем мотоцикла, с кем девушка перед своим исчезновением покинула здание «Крокус-Сити». Михаил также настаивал на своей непричастности к исчезновению и гибели девушки, заявив следователям о том, что в тот вечер он вместе с Аплекаевой отправился в один из ресторанов выставочного комплекса, где они поужинали, после чего он попрощался с ней и дал деньги на такси, так как собирался посетить вечеринку, устроенную по случаю его дня рождения, где намеревались появиться его жена и другие члены семьи, среди которых появление Аплекаевой он посчитал совсем неуместным.
Его алиби было впоследствии подтверждено, и он также был исключён из числа подозреваемых. Проверка детализации вызовов с мобильного телефона Аплекаевой позволила установить, что после отъезда Михаила Оксана сделала ещё несколько звонков, последний из которых был адресован её близкой подруге. Во время разговора девушка сообщила, что должна заехать «на одно мероприятие», после посещения которого она намеревалась отправиться к себе домой. В ходе расследования милиция не смогла установить место проведения мероприятия и состав его участников. После проведения обыска в апартаментах Оксаны Аплекаевой сотрудники правоохранительных органов нашли и изъяли её дневники, записные книжки и жёсткие диски с её персонального компьютера. Изучив содержимое записей, следствие пришло к выводу, что, начав карьеру в модельном бизнесе, Оксана Аплекаева приобрела множество знакомств среди звёзд шоу-бизнеса, известных спортсменов, крупных бизнесменов столицы и предполагаемых криминальных авторитетов. Записи, сделанные ею в разное время, содержали имена молодых людей и девушек, а также различные денежные суммы, расчёты, содержали описание событий, происходивших с ней и её знакомыми. Другой дневник содержал информацию, способную скомпрометировать некоторых персон, так как в него Аплекаева заносила даты проведения вечеринок и других мероприятий, состав участников, их действие и поведение. В качестве клиентов у Аплекаевой были люди с очень громкими фамилиями. На страницах одного из блокнотов, изъятых в её квартире, имелась запись: «Рублёвка, олигарх, день рождения, 18 девочек». После проверки этой информации следствие подтвердило тот факт, что одно из мероприятий, организованных Аплекаевой, действительно происходило на одной из дач, расположенной в районе Рублёвки, которое завершилось сексуальной оргией, в которой принимало участие 18 молодых студенток модельной внешности.
По версии следствия, Аплекаева, используя свои обширные связи и знакомства, в какой-то момент стала брать своих знакомых девушек из модельного агентства с собой на дни рождения обеспеченных людей, оказывая тем самым эскорт-услуги, и стала таким образом причастна к бизнесу по оказанию интим-услуг для обеспеченных людей в Москве. Кроме того, в квартире Аплекаевой находилось несколько кинокамер и другого различного оборудования, благодаря чему следствие пришло к выводу, что погибшая предоставляла помещение для съёмок порнофильмов, а её квартира была превращена в своеобразную порностудию. В ходе дальнейшего расследования несколько друзей Аплекаевой заявили, что погибшая, будучи экстравертом и обладая высоким коммуникативным навыком, имела обширный круг знакомых, но не соблюдала политику конфиденциальности, благодаря чему распространяла информацию, согласно которой действительно имела компромат на многих из известных личностей Москвы. Согласно их свидетельствам, Аплекаева имела в своём расположении видеозаписи развратных утех своих обеспеченных клиентов, снятых с помощью своих мобильных телефонов, которые после её смерти исчезли. Показания свидетелей сводились к тому, что незадолго до своей смерти Аплекаева стала свидетельницей некоего скандального эпизода, окутанного тайной, благодаря чему окончательным мотивом убийства девушки в конечном итоге была объявлена месть со стороны одного из её клиентов во избежание разоблачения и шантажирования. Причины вовлечения погибшей в преступный бизнес не были установлены. По одной из версий, Аплекаева занялась этой деятельностью, так как испытывала материальные трудности и имела долги.  
По прошествии трёх месяцев с момента гибели модели расследование было приостановлено за невозможностью установить лиц, подлежащих привлечению к уголовной ответственности, так как правоохранительные органы столкнулись с нежеланием близких к ней людей сотрудничать со следствием. В следственном комитете подтвердили, что в деле имелись свидетели, которые могли назвать имена подозреваемых в убийстве, но скрывали информацию, опасаясь огласки и возможной расправы.
В последующие годы личность убийцы Оксаны Аплекаевой так и не была установлена. В феврале 2018 года стало известно, что тело Аплекаевой после смерти было подвергнуто сексуальному насилию. На основании результатов ДНК-анализа полиция установила, что судмедэксперт, работавший на тот момент в морге Истры и проводивший вскрытие трупа Аплекаевой, совершил с ним акт некрофилии, оставив на нём следы своего биоматериала. После установления его личности некрофил был задержан и привлечён к ответственности за надругательство над телом умершей.

## В массовой культуре
- Выпуск программы «Пусть говорят» под названием «На обочине жизни» (2008).
- Сёстры погибшей модели, отчаявшись найти убийц, обратились за помощью к участникам телепрограммы «Битва экстрасенсов». Выпуск, посвящённый расследованию убийства Оксаны Аплекаевой, вышел на экраны 14 декабря 2008 года. Участники съёмок пытались восстановить те события и найти виновного, но в конечном итоге мнения экстрасенсов разошлись. Некоторые заявили о том, что девушка была убита в связи с материальными трудностями, а другие — что это было случайное убийство[12].
- Документальный фильм производства ТНТ «Кто убил Оксану?» (2009).